# Arealtypologie

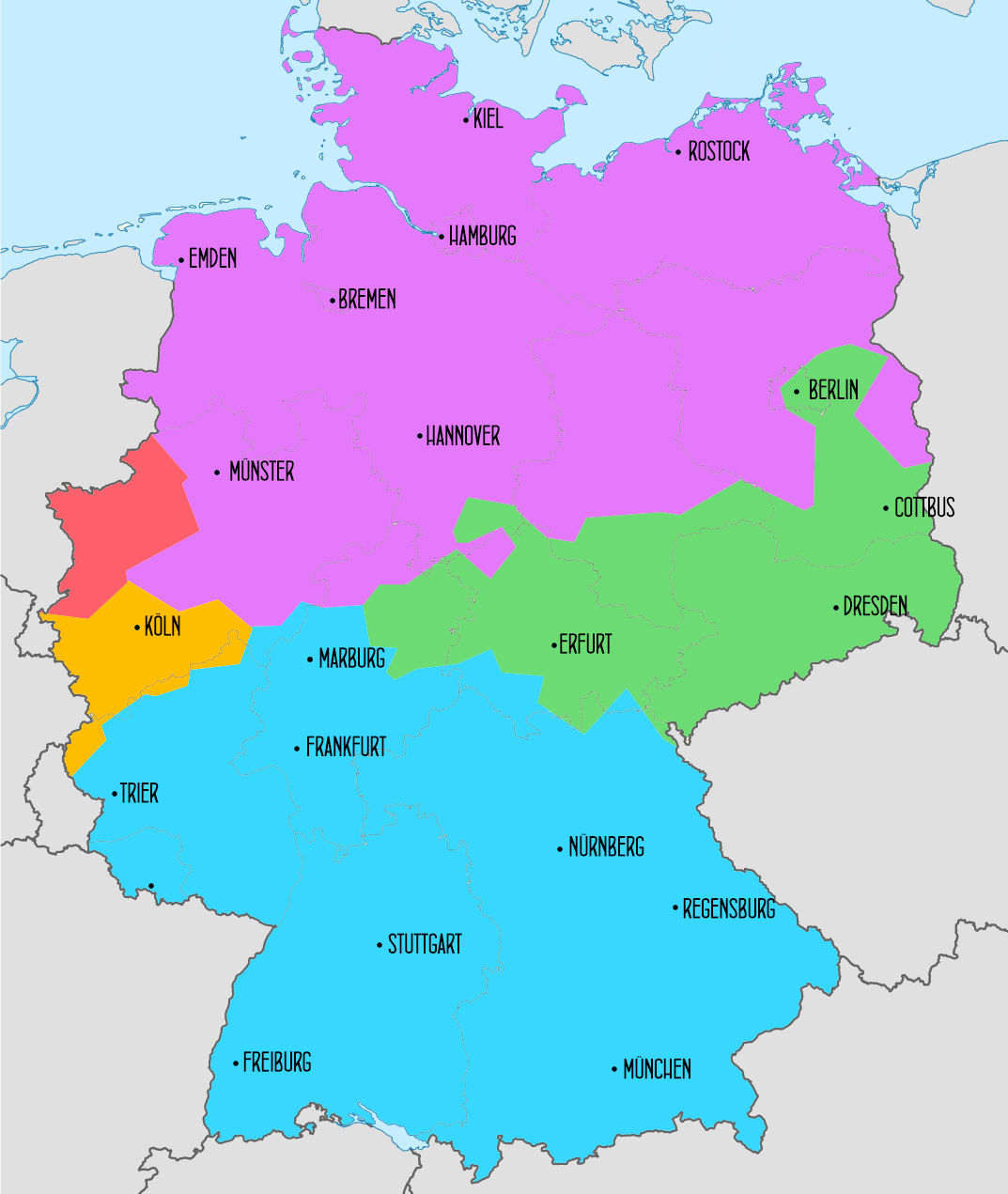
Arealtypologische Karte auf der Basis des Clusterings der Ausspracheabstände deutscher Dialekte in Deutschland.

Die Arealtypologie ist eine von mehreren Möglichkeiten des Sprachvergleichs. Sie untersucht Sprachen oder Dialekte eines begrenzten geographischen Raumes, wie sie sich gegeneinander verhalten.
In Untersuchungen im Bereich der Allgemeinen Sprachwissenschaft liegt der Fokus darauf, wie sich Sprachen aufgrund langwährenden Kontakts gegenseitig in ihren typologischen (grammatischen) Eigenschaften beeinflussen. Kann eine solche Beeinflussung nachgewiesen werden, nennt man solche Gruppen von Sprachen Sprachbund. Bekannt sind zum Beispiel der Balkansprachbund oder die Sprachbünde auf dem indischen Subkontinent, dem südostasiatischen Festland oder in Mesoamerika.
Die Arealtypologie kann aber auch auf die lokalen Varietäten nur eines Sprachraums angewendet und damit für die Dialektologie fruchtbar gemacht werden. Mittels der Anwendung eines differenzierten Arsenals quantitativer Methoden überwindet sie die traditionelle, letztlich auf willkürlich ausgewählten Charakteristiken beruhende Herangehensweise und kann Abstand und Nähe etwa der verschiedenen hoch-, mittel- und niederdeutschen Dialekte deutlich machen.